# Шуй
Сільське поселення (сумон) Шуй входить до складу Бай-Тайгинського кожууна Республіки Тива Російської Федерації. До складу сумона входить село Шуй, яке, водночас, має статус центру сумона.

## Населення
Населення сумона станом на 1 січня року
| Рік    | 2011 | 2012 | 2013 | 2014 | 2015 |
| ------ | ---- | ---- | ---- | ---- | ---- |
| Насел. | 1828 | 1814 | 1827 | 1812 | 1830 |